# Кулик Ірина Віталіївна
Ірина Віталіївна Кулик — українська астрономка, дослідниця комет, лауреатка Премії НАНУ імені М. П. Барабашова.

## Біографія
Народилася 1959 року. 1982 року закінчила кафедру астрономії та фізики космосу Київського державного університету імeні Т. Г. Шевченка.
2004 року в Головній астрономічній обсерваторії захистила кандидатську дисертацію «Дослідження опозиційних ефектів малих внутрішніх супутників Юпітера на основі наземних фотометричних спостережень».
З 2006 року працює в лабораторії фізики комет Головної астрономічної обсерваторії на посаді старшого наукового співробітника.
У 2005—2015 роках також працювала в університеті у місті Вашингтон у США.

## Відзнаки
- Премія НАН України імені М. П. Барабашова за встановлення молекулярного складу хвостів комет на різних геліоцентричних відстанях, у співавторстві з Олександрою Івановою і Павлом Корсунем (2015)[2]